# Кіріллов Даніл Олександрович
Дані́л Олекса́ндрович Кірі́ллов (нар. 12 серпня 1990 — 11 серпня 2014) — солдат Збройних сил України, учасник російсько-української війни.

## Життєвий шлях
Народився 1990 року в Узбекистані (село Чархін, Пастдаргомський район, Самаркандська область). На початку 1990-х його родина переїхала до України. Проживали в селі Долинівка сучасного Брусилівського району. Закінчив загальноосвітню школу; Житомирський сільськогосподарський технікум, водій та механізатор. На канікулах підробляв у ТзОВ «Долинівське». Служив у Президентському полку в Києві, після служби працював водієм у селі Водотиї.
У часі війни мобілізований 18 березня 2014-го — солдат, водій-гранатометник, 30-а окрема механізована бригада. Служив на блокпостах у Херсонській області (адміністративний кордон з окупованою російськими військами Автономною Республікою Крим). З літа 2014 року брав участь у боях на сході України.
Загинув 11 серпня 2014-го о 14:00 під час обстрілу з БМ-21 «Град» і танків КП бригади в районі села Степанівка (Шахтарський район). Тоді ж полягли Сергій Майборода, Іван Олійник, Вадим Пашковський, зник безвісти Роман Веремійчук.
Залишились дружина Юлія, батьки і троє братів.
Похований у селі Долинівка, Брусилівський район.

## Нагороди та вшанування
За особисту мужність і героїзм, виявлені у захисті державного суверенітету та територіальної цілісності України, вірність військовій присязі під час російсько-української війни, відзначений — нагороджений
- орденом «За мужність» III ступеня (15.5.2015, посмертно)
- його портрет розміщений на меморіалі «Стіна пам'яті полеглих за Україну» в Києві: секція 2, ряд 2, місце 29.
- вшановується на щоденному ранковому церемоніалі вшанування захисників України, які загинули цього дня в різні роки внаслідок російської збройної агресії.[1]